# Unaspis mediforma
Unaspis mediforma är en insektsart som först beskrevs av Chen 1983.  Unaspis mediforma ingår i släktet Unaspis och familjen pansarsköldlöss. Inga underarter finns listade i Catalogue of Life.